# Pierre Badel
Pierre Badel (* 14. Juni 1928 in Bagnolet; † 1. August 2013 in Boulogne-Billancourt bei Paris) war ein französischer Regisseur.

## Leben
Pierre Badel ist Absolvent des Institut des hautes études cinématographiques (IDHEC). 1950 wurde er Assistent von Stellio Lorenzi und Claude Barma und begann direkt bei der Rundfunkanstalt ORTF. Er wurde 1954 Regisseur und widmete sich verschiedenen und vielfältigen Produktionen, unter anderem Spielfilmen und Dokumentarfilmen. 1962 erschien von ihm L’ile mysterieuse, eine Verfilmung von Jules Vernes Literaturvorlage Die geheimnisvolle Insel.
Einer seiner ersten TV-Spielfilme war 1956 Jupiter mit Michel Piccoli. 1961 drehte er L'amour des trois oranges mit Guy Tréjan, Dany Saval, Michel Galabru und Bernard Fresson. In Noix de coco inszenierte er erstmals seine Frau Rosy Varte, die er 1960 kennengelernt hatte. In La mégère apprivoisée (Der Widerspenstigen Zähmung) spielte Rosy Varte dann unter seiner Regie die Titelrolle. Varte spielte bei ihm auch in Les fiancés de Loche (1970), Marie Dorval (1973), Wassa Gelesnova (Wassa Schelesnowa, 1972). 
Badel engagierte weitere Filmstars für seine Fernsehfilme: Marie Dubois als Marie Curie – Une certaine jeune fille (1965), Michel Serrault als Der Bürger als Edelmann (1968), Claude Jade als Shéhérazade (1971), Maria Casarès in L'île des chèvres  (1975), Bernadette Lafont in La porte du large  (1975), Jacques Weber in Les rebelles (1977) und Jean-Paul Belmondo als Kean (1988). Sein letzter Film ist 1998 Bonnes vacances mit Rosy Varte.
Anfang der 1990er-Jahre wurde er Programmdirektor bei FR3.